# TISUS
TISUS(영어: Test in Swedish for University Studies, 스웨덴어: Test i svenska för universitets- och högskolestudier)는 스웨덴어 공인 시험이다. 스웨덴 교육부가 주관한다.